# Manuel Prietl
Manuel Prietl (Deutschlandsberg, 3 agosto 1991) è un ex calciatore austriaco, di ruolo centrocampista.

## Palmarès

### Club

#### Competizioni nazionali
- Erste Liga: 1

Mattersburg: 2014-2015
- Campionato tedesco di seconda divisione: 1

Arminia Bielefeld: 2019-2020